# Samuel Mareschall
Samuel Mareschall (* um den 22. Mai 1554 in Tournai; † zwischen dem 1. Juni und 1. November 1640 in Basel) war ein franko-flämischer Komponist, Organist, Sänger und Pädagoge der späten Renaissance.

## Leben und Wirken
Über die Abstammung, Jugendzeit und Ausbildung von Samuel Mareschall sind keinerlei Informationen überliefert. Für die Jahre 1576 und 1577 hat er sich an der Universität Basel zum Studium eingeschrieben. Er wurde 1577 als Nachfolger von Gregor Meyer Organist am Basler Münster, der dort der erste protestantische Organist gewesen war; im gleichen Jahr wurde Mareschall an der Universität zum professor musices berufen. Zusätzlich bekam er eine Anstellung als Musiklehrer am Gymnasium am Münsterplatz und am Collegium Alumnorum. Es gehörte auch zu seinen Aufgaben, wöchentlich mit den Schülern des Gymnasiums und den Alumnen Übungsstunden („musices exercitia“) für den Kirchengesang am Münster abzuhalten. Ab dem Jahr 1589 wirkte er zudem am Münster als Kantor. Mareschall nannte sich selbst einen kaiserlichen Notar; ihm oblag es auch, für die Universität Doktordiplome anzufertigen. Er hatte im Jahr 1581 die Tochter eines Basler Predigers, Anna Hertzog, geheiratet; aus der Ehe gingen elf Kinder hervor.

## Bedeutung
Samuel Mareschall war in seinem musikalischen Stil noch ganz dem 16. Jahrhundert verpflichtet. Der bekannteste Teil seines kompositorischen Schaffens besteht in seinen Kantionalien. So hat er im Jahr 1606 zwei Bücher mit Psalmvertonungen herausgebracht, die später mehrmals neu aufgelegt wurden, „Der gantz Psalter“ und „Psalmen Davids“. Diese sind im Stil des Kantionalsatzes geschrieben, wobei die Melodiestimme nicht wie früher im Tenor lag („Tenorlied“), sondern in der obersten Stimme (Sopran). Die beiden Veröffentlichungen „Melodie suaves“ und „Porta musices“ waren für den Musikunterricht an Schulen bestimmt; in dem letzteren Traktat stellt er Prinzipien „zur vornehmen Art der Musik“ dar, außerdem bringt er kurze Anweisungen zum Violinspiel und über eine Art des Singens, „die den Zuhörer leicht in Erstaunen versetzt“. In seinen letzten Jahren verfasste Mareschall vier Orgeltabulaturbücher; zwei davon enthalten beachtenswerte Psalmbearbeitungen. Die beiden anderen bringen geistliche und weltliche Sätze anderer Komponisten, so von Jacobus Clemens non Papa, Thomas Crécquillon, R. Godard, Hans Leo Haßler, Clément Janequin, Orlando di Lasso, Claudio Merulo und Giovanni Pierluigi da Palestrina; außerdem sind noch ohne Komponistenangabe zwei Ballette, drei kurze Fugen und präludienartige Sätze zu den zwölf Kirchentonarten enthalten.

## Werke
- Vokalmusik
  - Der gantz Psalter von Ambrosius Lobwasser […] in Teutsche Reymen […] gebracht. Jetzund aufs newe mit vier Stimmen zugerichtet. Basel 1606; 2. Auflage 1639.
  - Psalmen Davids, Kirchen Gesänge und geistliche Lieder, von D. Martin Luther […] mit vier Stimmen […] contrapunctsweise gesetzt. Basel 1606 und 1639.
  - 2 Kanons zu vier bis fünf Stimmen, 1578.
- Instrumentalmusik in Orgeltabulaturen
  - 158 Intabulierungen, davon 124 französische Psalmen, 33 deutsche Psalmen und Kirchenlieder und 1 chanson spirituelle, 1593.
  - 38 Psalmen Davids Lobwassers mit 35 Psalmen, 1638.
  - 89 Intabulierungen nach Der gantz Psalter von 1606, 1640.
  - 39 Intabulierungen von Vokalwerken von Orlando di Lasso, Hans Leo Haßler, Claudio Merulo und anderen, 1640.
  - 3 Fugen, 2 Tänze und 12 Intonationen („Die zwölff toni oder modi utraque scalae“), 1640.
  - 2 Psalmen zu vier Stimmen, datiert 1648.
- Lehrwerke
  - Porta musices: Das ist Eynführung zu der Edlen kunst Musica: Mit Einem kurtzen Bericht und Anleitung zu den Violen: Auch wie ein jeder Gesang leichtlich anzustimmen seye. Basel 1589. (Digitalisat in e-rara).
  - Melodiae suaves et concinnae psalmorum […] In usum Claßis Octavae et Nonae Gymnasij Basileensis […] Adjectae sunt in calce huius libelli brevißima Musices rudimenta. Basel 1622.